# Fowlea piscator
Fowlea piscator es una serpiente de la familia Colubridae, de reproducción ovípara que se distribuye por el sudeste asiático. El nombre común es serpiente asiática de agua.

## Descripción
Es una especie muy común que prospera en tierras agrícolas y se presenta como una población estable o posiblemente en aumento en la mayor parte de su área de distribución. Es la serpiente más comúnmente encontrada durante las encuestas en Myanmar (G. Wogan, 2011). Sin embargo, esta serpiente ha disminuido en China como resultado de la sobreexplotación. Aunque es común en toda la India, varias subpoblaciones locales están sufriendo disminuciones como resultado de la recolección desenfrenada y sin control para el comercio de pieles.
Esta especie se caracteriza por:
Un patrón dorsal hecho de pequeñas manchas y rayas oscuras, más grandes en los lados; puntos dorsolaterales pequeños, blancos o amarillos; una marca nucal bien definida, que siempre aparece como una V directa (a excepción de dos especímenes del norte de Tailandia);dos rayas suboculares bien definidas, la posterior se extiende desde el ojo hasta la comisura de la boca y luego se encuentra con la marca en V; escamas ventrales y subcaudales, todas con márgenes enteros, anchos y oscuros;un número bastante bajo de escamas ventrales en los machos. El número de ventrales en los machos es menor que en X. piscator, pero hay una gran superposición en las hembras. F. flavipunctatus es muy variable en coloración y patrón dorsal, pero esta variabilidad no está correlacionada geográficamente. La coloración de un espécimen encontrado en Singapur puede tener el mismo color que uno del sur de China. A menudo hay algunas tonalidades rojas o amarillas en la parte delantera del cuerpo

## Hábitat y ecología
Esta especie está activa tanto de día como de noche, y se encuentra en cuerpos de agua dulce y alrededor de ellos y arrozales. Muchas mueren en las carreteras después de que llegan las primeras lluvias. Los recién nacidos se alimentan de huevos de rana, renacuajos e insectos acuáticos; las serpientes más viejas comen peces, ranas, ocasionalmente roedores y pájaros (Whitaker y Captain, 2004). Ponen hasta 90 huevos entre diciembre y marzo en madrigueras de ratas, agujeros en pozos, paredes y terraplenes de campo. Los huevos eclosionan en 60-70 días. Se ponen en nidadas de 50-80 (Khan, 2006).

## Distribución
Esta especie se distribuye desde el este de Pakistán y Afganistán, de donde se conoce solo de localidades 20 km al suroeste y 40 km al sur de Jalalabad (Wagner et al., 2016), en las estribaciones del sur de la cordillera del Hindu Kush [T. Papenfuss, 2016]) a través de Bangladés, Bután, India, Birmania, Tailandia, Laos hasta la frontera con Vietnam y en Yunnan en China; (Sindaco et al., 2013) también indican una ocurrencia en el oeste de Guangxi en este último país. La serpiente se presenta simpátricamente con F. flavipunctatus en Myanmar, el norte de Tailandia, el norte de la República Democrática Popular de Laos y Yunnan. En India, está ampliamente distribuido y se encuentra en todo el país (Whitaker y Captain 2004). Los límites de distribución exactos de esta especie y F. piscator necesitan más estudio (G. Vogel, 2011). En la India, se encuentra en elevaciones desde el nivel del mar hasta los 2000 m snm.